# Sandsøya (Harstad)
68°57′19.555″N 16°42′16.963″Ø / 68.95543194°N 16.70471194°Ø
Sandsøya er en ø i Harstad kommune i Troms og Finnmark fylke i Norge. Øen ligger øst for Grytøya og sydøst for Bjarkøya, og har et areal på 10,91 km². Højeste punkt på øen er Veten på 212 moh. Sandsøya havde i 2001 107 indbyggere.
Der er færgeforbindelse mellem Altevik på Sandsøya og Fenes på Grytøya og Austnes på Bjarkøya. Den tidligere Bjarkøy kommune ønskede at knytte Sandsøya og Bjarkøya til Grytøya med undersøiske vejtunneller. Bjarkøyforbindelsen blev imidlertid ikke prioriteret under Troms fylkestings behandling af Nasjonal transportplan i april 2005.
Der er også forbindelse med hurtigbåd fra Sandsøya til Harstad, Bjarkøy, Kjøtta og Senja.
Sandsøy kirke ligger på Nordsand på Sandsøya . Kirken er en langkirke bygget i træ,  opført i 1888.